# Tom Maxwell
Tom Maxwell (Baltimora, 25 giugno 1968) è un chitarrista statunitense di rock/alternative metal, militante negli Knives Out! e negli Hellyeah.
Fu membro fondatore dei Nothingface, dei quali fece parte fino al loro scioglimento nel 2009.
Il suo stile di esecuzione e compositivo si basa principalmente su un potente groove più che sulla velocità solistica. Maxwell ricevette la sua prima chitarra, una Gibson Les Paul del 1969, a otto anni, e dichiara di possederla tuttora. Attualmente è endorser della Dean, nel cui catalogo esiste dal 2010 il suo modello personalizzato, denominato MaxHell Solero.
Quando non è in tour, Maxwell vive in Maryland con sua moglie ed il figlio.

## Discografia

### Con i Nothingface
- 1996 – Pacifier
- 1998 – An Audio Guide to Everyday Atrocity
- 2000 – Violence
- 2003 – Skeletons

### Con gli Hellyeah
- 2007 – Hellyeah
- 2010 – Stampede
- 2012 – Band of Brothers
- 2014 – Blood for Blood
- 2016 – Undeniable

### Con gli Knives Out!
- 2012 – Black Mass Hysteria